# ییرژی روهان
ییرژی روهان (چکی: Jiří Rohan؛ زادهٔ ۱۳ دسامبر ۱۹۶۴) قایقران کانو اهل چکسلواکی بود.